# Attila Márton Farkas

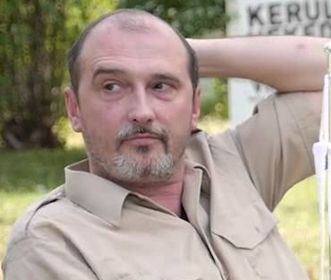
Attila Márton Farkas (2014)

Attila Márton Farkas (* 20. Juli 1965 in Budapest) ist ein ungarischer Ägyptologe, Kulturanthropologe, Publizist und Aktivist. In Ungarn ist er auch als FAM bekannt.

## Leben
Vor Beginn seiner Universitätsstudien lernte Farkas am Institut Kőrösi Csoma Sándor Intézet buddhistische Philosophie und Sanskrit. 1996 absolvierte er an der Universität ELTE in Budapest als Ägyptologe, ein Jahr später als Kulturanthropologe. 2005 erhielt er ebenda den Doktortitel in Ägyptologie. Seine Hauptforschungsgebiete sind die buddhistische Religionsgeschichte, Religionsphilosophie, sowie der Jenseitsglauben im alten Ägypten. Während seiner Studienzeit nahm er an mehreren Expeditionen teil (u. a. unter Ulrich Luft zwischen 1998 und 2003 in der Ostwüste), arbeitete zwischenzeitlich an verschiedenen Forschungsprojekten und war auch in historisch-soziologischen Bereichen beteiligt an Themen wie Begriff der Fremdheit im Ungarn der zweiten Hälfte des 20. Jahrhunderts, sowie Lebenswege ungarischer Holocaust-Überlebender. Zwischen 1994 und 1997 war er, sowie seit 2005 ist er als Hochschullehrer an der Hochschule Tan Kapuja Buddhista Főiskola tätig.
Publizistische Tätigkeiten betreibt er hauptsächlich in politischen Themen. In seinen Schriften vertritt er in erster Linie links- bzw. ökopolitisch orientierte Ansichten und beschäftigt sich oft mit der rechtsextremen Szene Ungarns. Er ist Gründungsmitglied der liberal-grünen Partei Lehet Más a Politika (LMP).
Zwischen 1993 und 2001 moderierte er gesellschaftskritische Sendungen und Gespräche politischen Themas im Tilos Rádio. Zwischen 2009 und 2011 interpretierte er mit Róbert Puzsér klassische Filme und Filmneuigkeiten im RadioCafé in der Sendung A hét mesterlövésze. Seit 2012 moderiert er auf der Bühne gemeinsam mit Róbert Puzsér die gesellschaftskritische Vortragsreihe Apu azért iszik, mert te sírsz (Budapest, Mika Tivadar Mulató, seit 2011 wöchentlich).

## Werke
- Ísvarakrisna: A számvetés megokolása – Patandzsali: Az igázás szövétneke. (Übersetzungen zweier Werke von Isvarakrisna und Patandzsali), Tan Kapuja Buddhista Főiskola, 1994, ISBN 963-04-4771-1.
- Buddhizmus Magyarországon. Az alternatív vallásosság egy típusának anatómiája. (Buddhismus in Ungarn. Anatomie eines Typs der alternativen Religiosität), MTA Politikai Tudományok Intézete, 1998, ISBN 963-9098-85-X.
- Az alkímia eredete és misztériuma. (Ursprung und Mysterium der Alchemie), Balassi Kiadó, 2001, ISBN 963-506-443-8.
- Filozófia előtti filozófia. Szimbolikus gondolkodás az ókori Egyiptomban. (Prephylosophische Philosophie. Symbolisches Denken im alten Ägypten), Typotex Kiadó, 2003, ISBN 963-279-280-7.
- Arrobori, avagy a honi politikai közbeszéd természetrajza. (Arrobori, oder die Naturgeschichte der Umgangssprache im heimischen Politikwesen), Liget Műhely Alapítvány, 2006, ISBN 963-9363-41-3.
- Az edény széttörése – Bevezetés az iszonyológiába. (Den Krug zerbrechen – Einführung in die „Phobiologie“), Liget Könyvek, 2007, ISBN 978-963-9363-55-7.
- A Zsidók Szégyene. (Die Schande der Juden, ein Thesendrama), Konkrét könyvek, 2014, ISBN 978-963-7424-68-7.

## Interessant
- Farkas schrieb im Jahr 2010 zwei Songtexte (Termékismertető / Produktbeilage; Meggyőződésem / Meine Überzeugung) für die die Landespolitik kritisierende Platte Arany (Gold) der seit 1998 bestehenden, ungarnweit bekannten Musikband Bëlga.
- In dem Abenteuerroman Aranypiramis (Goldpyramide) des ungarischen Schriftstellers Harrison Fawcett (Tibor Fonyódi) wurde der Hauptdarsteller, der verrückte Ägyptologe Martin Ethelwolf, nach der Person von Farkas gestaltet. Im Roman kommt er auch in einer anderen Figur, mit seinem echten Namen Farkas A. Márton, als legendärer Gründer der Grabräuber-Allianz vor.